# Torre Velasca
De Velascatoren (Italiaans: La Torre velasca) is een 106 meter hoge wolkenkrabber in de Italiaanse stad Milaan.
Op de begane grond en de eerste verdieping zijn winkels gevestigd. De 17 verdiepingen daarboven worden gebruikt als kantoor. De bovenste zes zijn breder en worden gebruikt als appartementen.
De bouw duurde van 1956 tot 1958.
Het ontwerp is uitgevoerd door een groep architecten die zich de BBPR-groep noemde. Zij lieten zich inspireren door een van de torens van het Castello Sforzesco dat in de omgeving te vinden is.

## Galerij

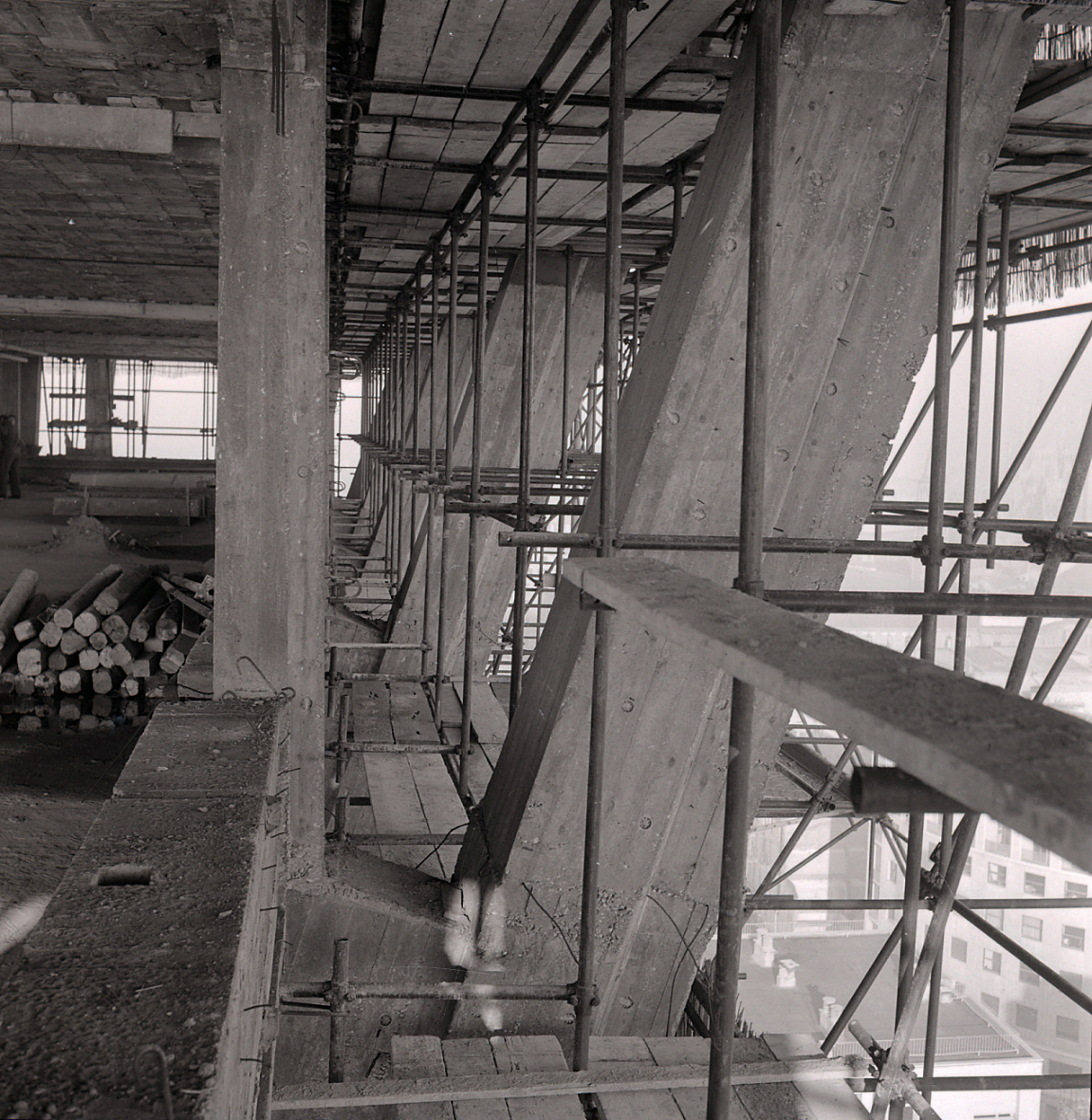
Steiger en armor tijdens de bouw (1956)
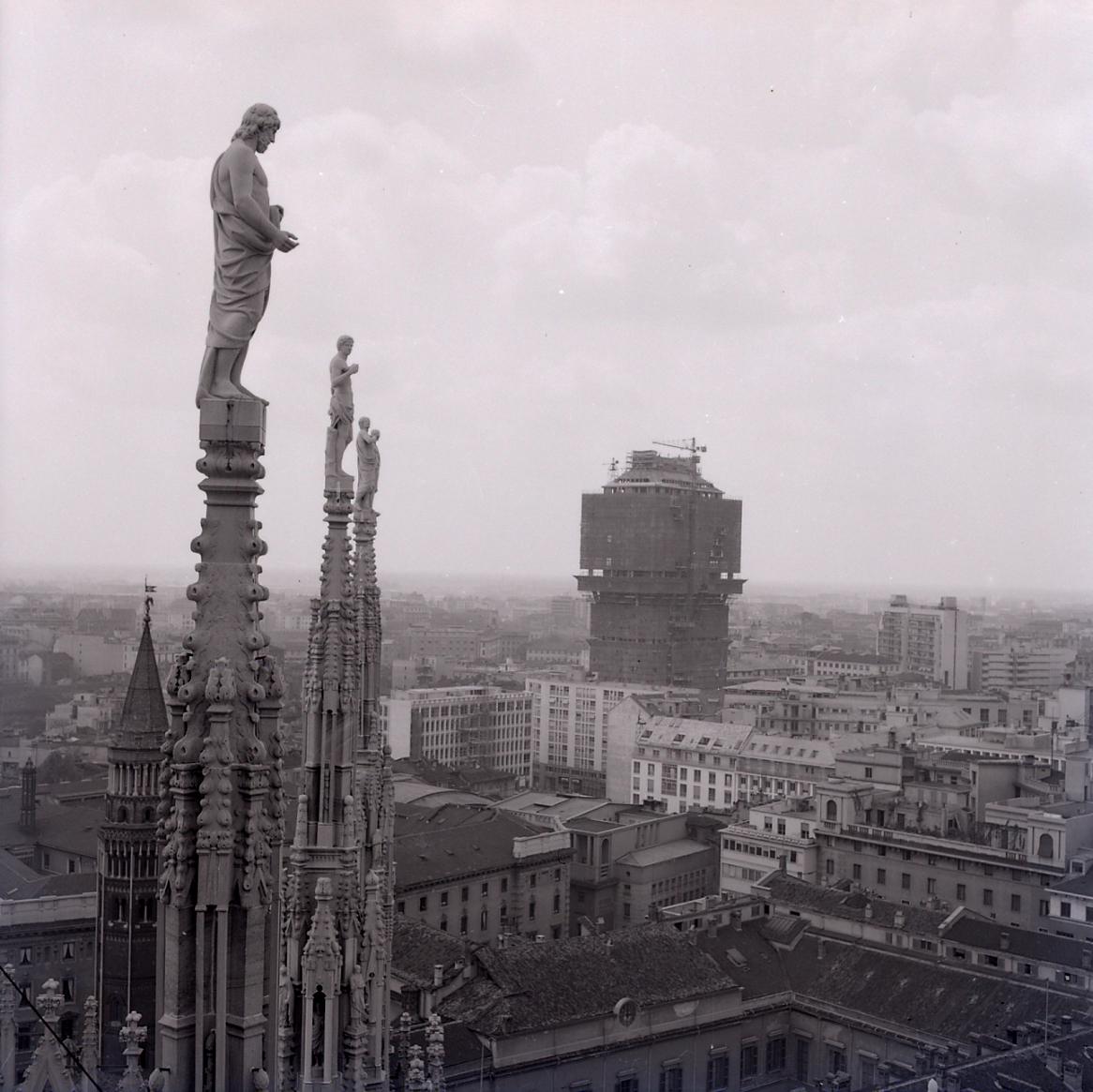
De toren in aanbouw, zoals gezien door de torenspitsen van de Dom van Milaan
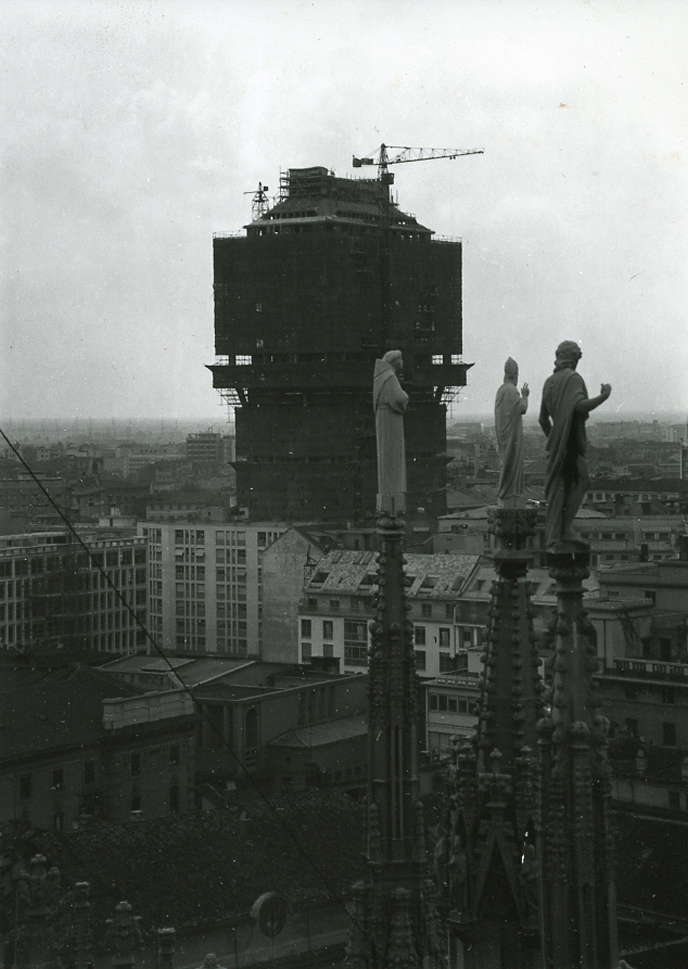
De toren in aanbouw, zoals gezien door de ornamenten van de Dom van Milaan
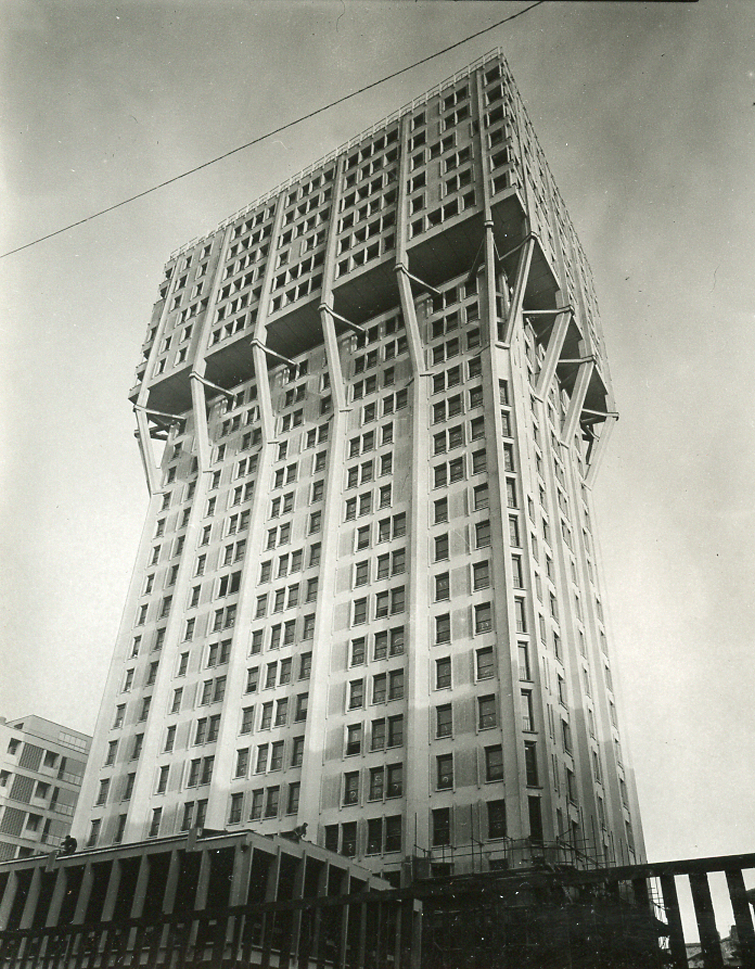
De onderste uitkijktoren
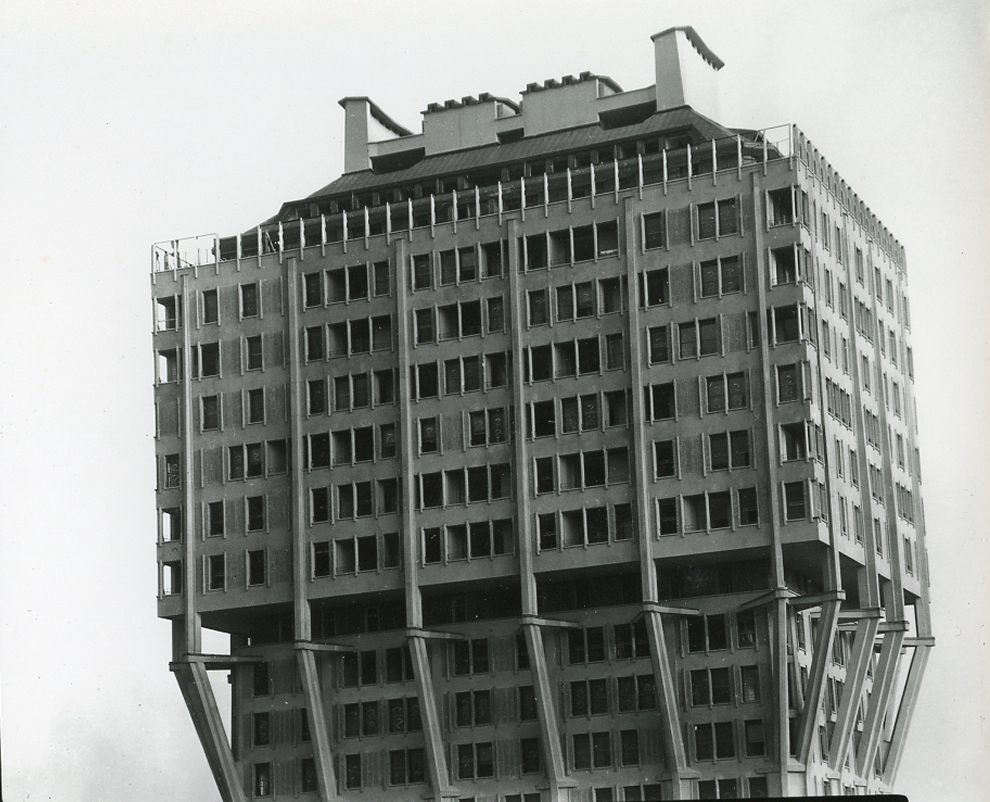
Bovenverdiepingen
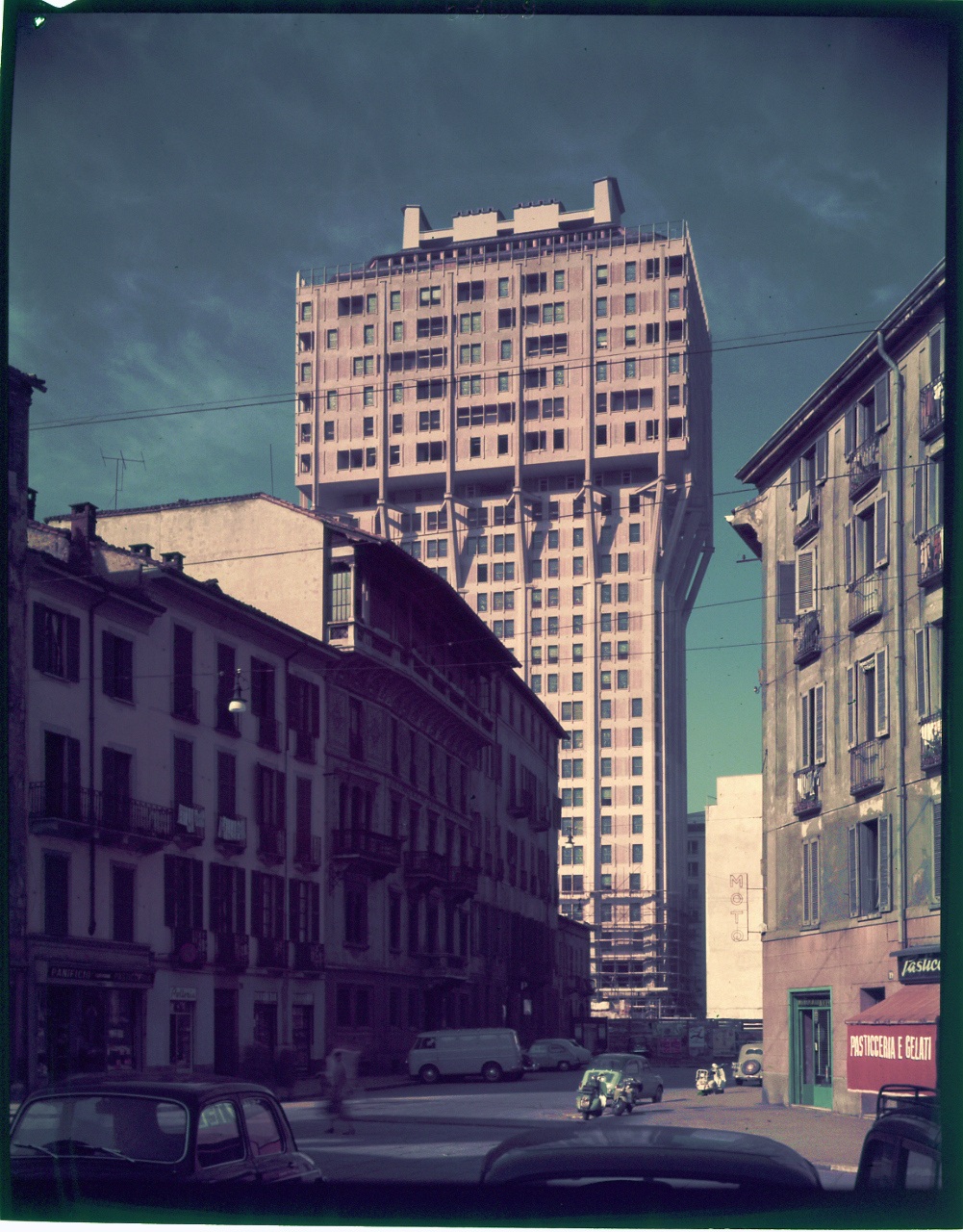
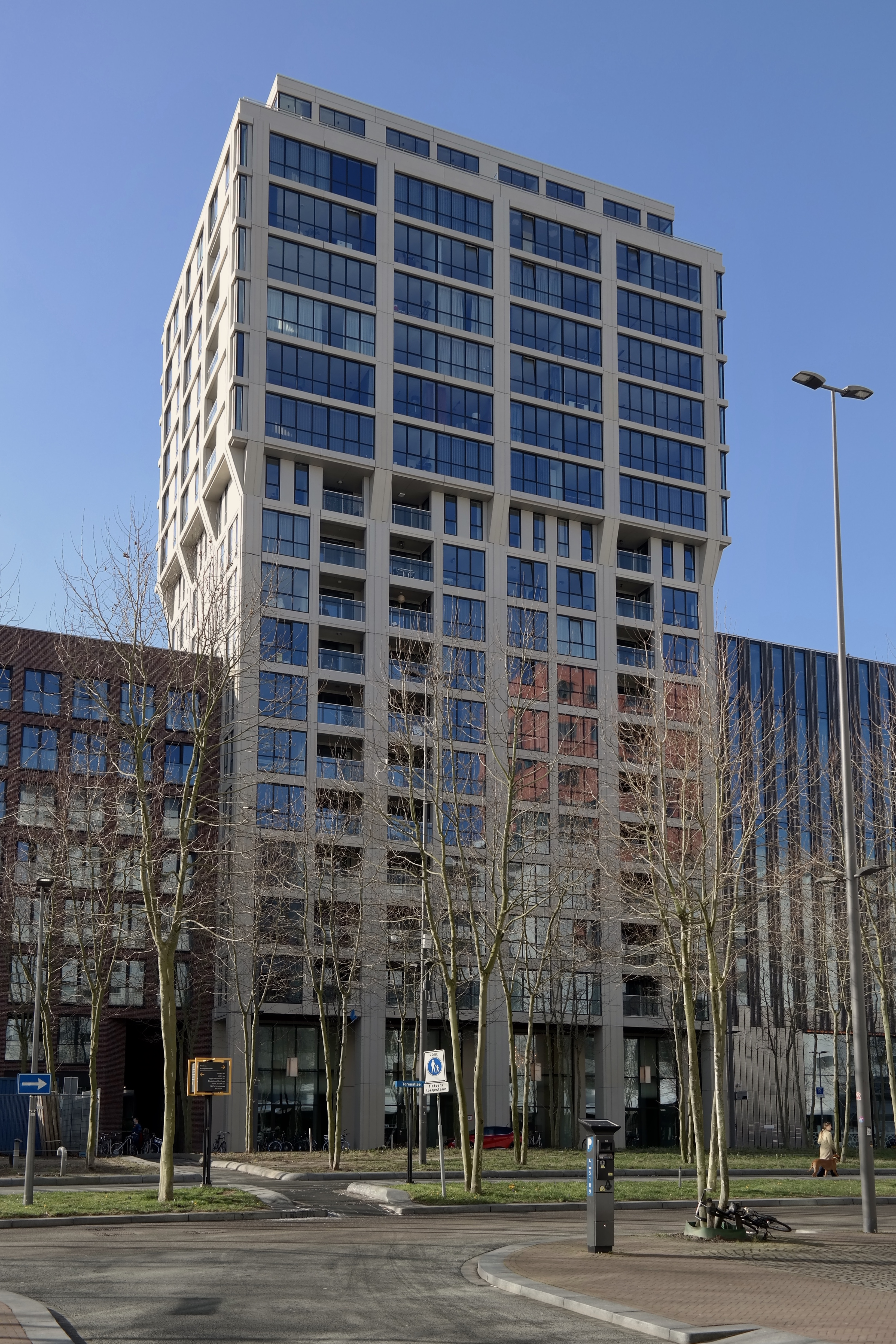
Toren FRITS in Eindhoven